# Ylläsjärvi (sjö)
Ylläsjärvi är en sjö i Finland. Den ligger i kommunen Kolari i landskapet Lappland, i den norra delen av landet, 800 km norr om huvudstaden Helsingfors. Ylläsjärvi ligger 193,2 meter över havet. Den ligger vid sjön Ylläslompolo.Arean är 1,93 kvadratkilometer och strandlinjen är 7,55 kilometer lång. Sjön  ingår i Torne älvs huvudavrinningsområde. 
Följande samhällen ligger vid Ylläslompolo:
- Ylläsjärvi (200 invånare)